# Psammocora haimeana
Espèce
Statut CITES
Psammocora haimeana, également nommé Psammocora haimiana,  est une espèce de coraux appartenant à la famille des Psammocoridae.